# فرودگاه آبی توربرن لیک
فرودگاه آبی توربرن لیک (به انگلیسی: Thorburn Lake Water Aerodrome) یک فرودگاه خصوصی است که یک باند فرود آب دارد. این فرودگاه در کشور کانادا قرار دارد و در ارتفاع ۱۰۷ متری از سطح دریا واقع شده است.